# Kōdō Sawaki
Kōdō Sawaki (jap. 沢木 興道 Sawaki Kōdō; ur. 1880, zm. 1965) – jest uważany za jednego z najważniejszych nauczycieli japońskiego buddyzmu zen XX wieku.
Jego rodzice zmarli wcześnie. Został adoptowany przez ojca hazardzistę i matkę – byłą prostytutkę. Kiedy miał 16 lat uciekł z domu, by zostać mnichem w Eihei-ji, jednej z dwóch głównych świątyń sōtō zen. Po pierwszym niepowodzeniu, wkrótce został wyświęcony na mnicha. Po pewnym czasie zaczął nauczać praktyki zazen.
W latach 30. XX w. rozpoczął pracę jako profesor na Uniwersytecie Komazawa. W tym samym czasie sprawował opiekę nad świątynią Antai-ji. Ponieważ wiele podróżował nauczając, został nazwany Bezdomnym Kodo.
Sawaki zmarł w 1965 roku. Został zastąpiony przez swojego najbliższego ucznia, Kōshō Uchiyamę.